# Andrés Nocioni
Andrés Nocioni, född 30 november 1979 i Santa Fe, Argentina, är en argentinsk idrottare som tog OS-brons i basket 2008 i Peking. Detta var Argentinas andra medalj i herrbasket vid olympiska sommarspelen, efter guldet 2004 i Aten, där Nocioni deltog. Han spelar sedan 2012 med det spanska laget Caja Laboral.